# 가키타 유키
가키타 유키(일본어: 垣田 裕暉, 1997년 7월 14일 ~ )는 일본의 축구 선수이다.

## 구단 경력
그는 2016년 J1리그의 가시마 앤틀러스에 입단했다. 2017년 J2리그의 츠바이겐 가나자와로 임대 이적했다. 2019년까지 105경기에 출전하여, 20득점을 넣었다. 2020년 도쿠시마 보르티스로 임대 이적했다. 2020년 J2리그 우승으로 J1리그로 승격했다. 2022년 J1리그의 사간 도스로 임대 이적했다. 2023년 가시마 앤틀러스로 복귀했다. 2024년 가시와 레이솔로 이적했다. 

## 국가대표팀 경력
그는 2025년 EAFF E-1 풋볼 챔피언십에 참가할 일본 국가대표팀에 발탁되었으며, 7월 8일 홍콩와의 경기에서 데뷔했다. 대회 우승에 기여했다.